# Coprinopsis cinerea
Coprinopsis cinerea é um fungo que pertence ao gênero de cogumelos Coprinopsis na ordem Agaricales. É um cogumelo comestível.